# 니시조촌
니시조촌(일본어: 西条村)은 일본 나가노현 하니시나군에 있던 촌이다. 현재의 나가노시에 해당한다.

## 역사
- 1889년 4월 1일 - 정촌제 시행에 의해 니시조촌이 단독으로 자치체를 형성하였다.
- 1956년 9월 30일 - 마쓰시로정에 편입해, 동일 니시조촌은 폐지되었다.

## 참고문헌
- 角川日本地名大辞典 20 長野県